# 하연호
하연호(1953년 ~ )는 전 민주노동당 정당인이다.

## 북한 공작원 회합·통신
2007년 4월 경 북한(조선민주주의인민공화국) 공작원 A씨가 한국인 명의를 도용해 만든 이메일 계정과 외국계 이메일 등을 활용해 A씨와 접촉을 시작한 하연호는 2013년 3월부터 2019년 11월까지 A씨와 베트남 하노이, 중국 베이징·창사·장자제 등에서 최소 5차례 이상 만나고, 이메일 등으로 80여 차례 회합 일정을 조율하고 대한민국 국내 주요 정세·동향 등을 보고하였다.
A씨는 모 회사 베트남 지사 대표로 위장한 문화교류국 소속 공작원으로, 1970년대 후반 김일성종합대학에 입학해 1980년대 초 대남 공작원으로 선발되었다. A씨는 1998년 중국인 명의로 위조 여권을 발급받아 1998년 11월부터 2006년 5월까지 15차례 한국을 다녀갔다.